# مقصرة (آلة)

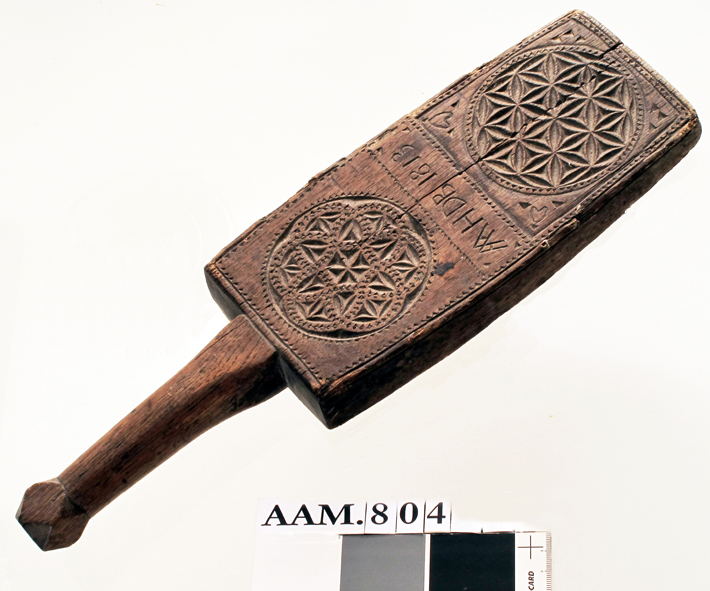
مقصرة

المِقْصَرَة أو المِيجَنَة أو المِدَقَّة أو خشبة القَصَّار هي أداة يدوية تستخدم لغسل الملابس مصنوعة من الخشب لها شكل المخباز ولكن بممسَكٍ أقصرَ يستخدم مقبضًا. استُخدِمَت لضرب الملابس والبياضات المبللة لدفع الأوساخ عن طريق طرق قطع الثياب على لوح الغسيل، أو على الألواح المسطحة المتاحة في منطقة الغسيل. كان الغسيل يحدث إما في المنزل أو في المَغَاسِل العامة. كان على كل امرأة تذهب إلى المغسل العام أن تحمل معها لوح الغسيل ومقصرة. استُخدِمَت المقصرة مع لوح غسيل مصنوع من إطار خشبي مستطيل مع سلسلة من النقوش أو التموجات الخشبية أو المعدنية المركبة بالداخل.
كانت النساء يذهبن إلى المغسلة مع سلال مليئة بالملابس المتسخة ، ومقعد صغير لحماية ركبهن وكتلة من الصابون محلي الصنع.

## معرض الصور

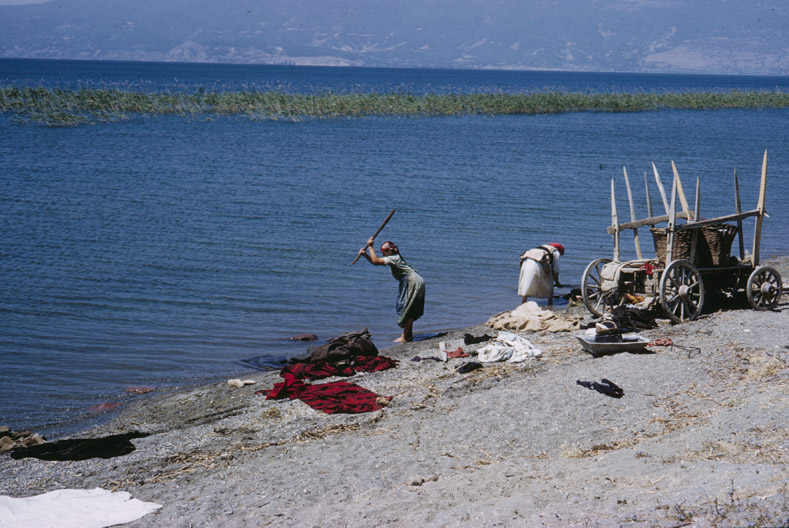
نساء يغسلن عند الشاطئ
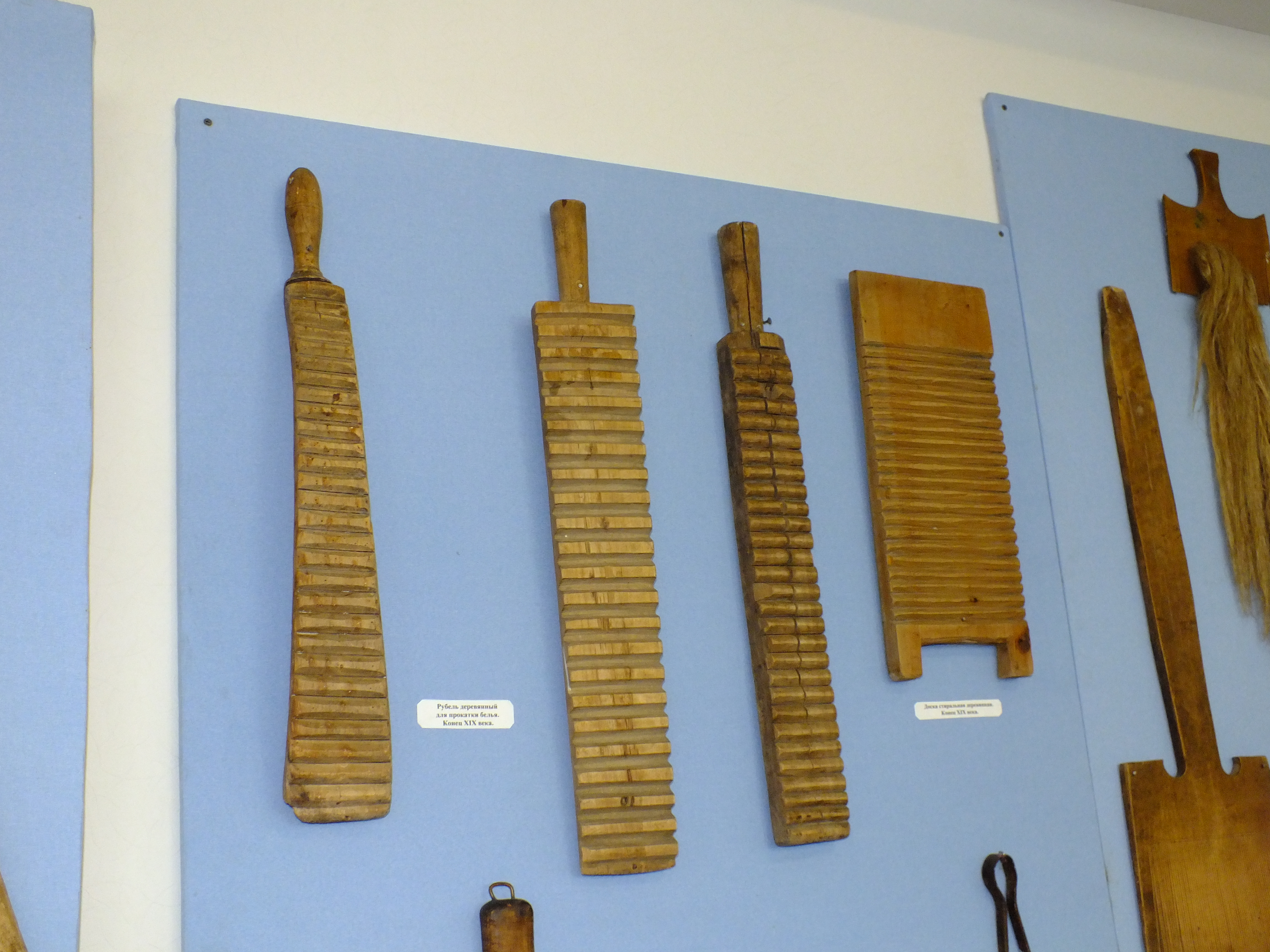
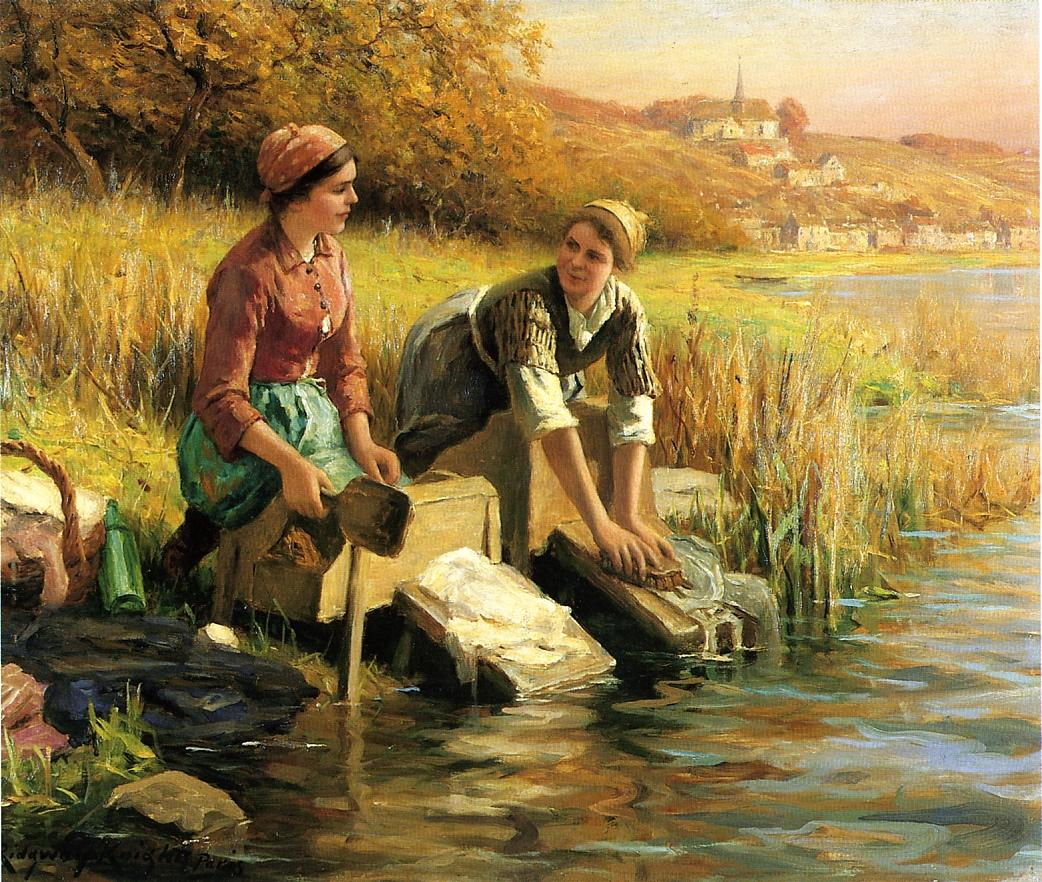
نساء يغسلن عند جدول ماء